# Municípios de Cuba

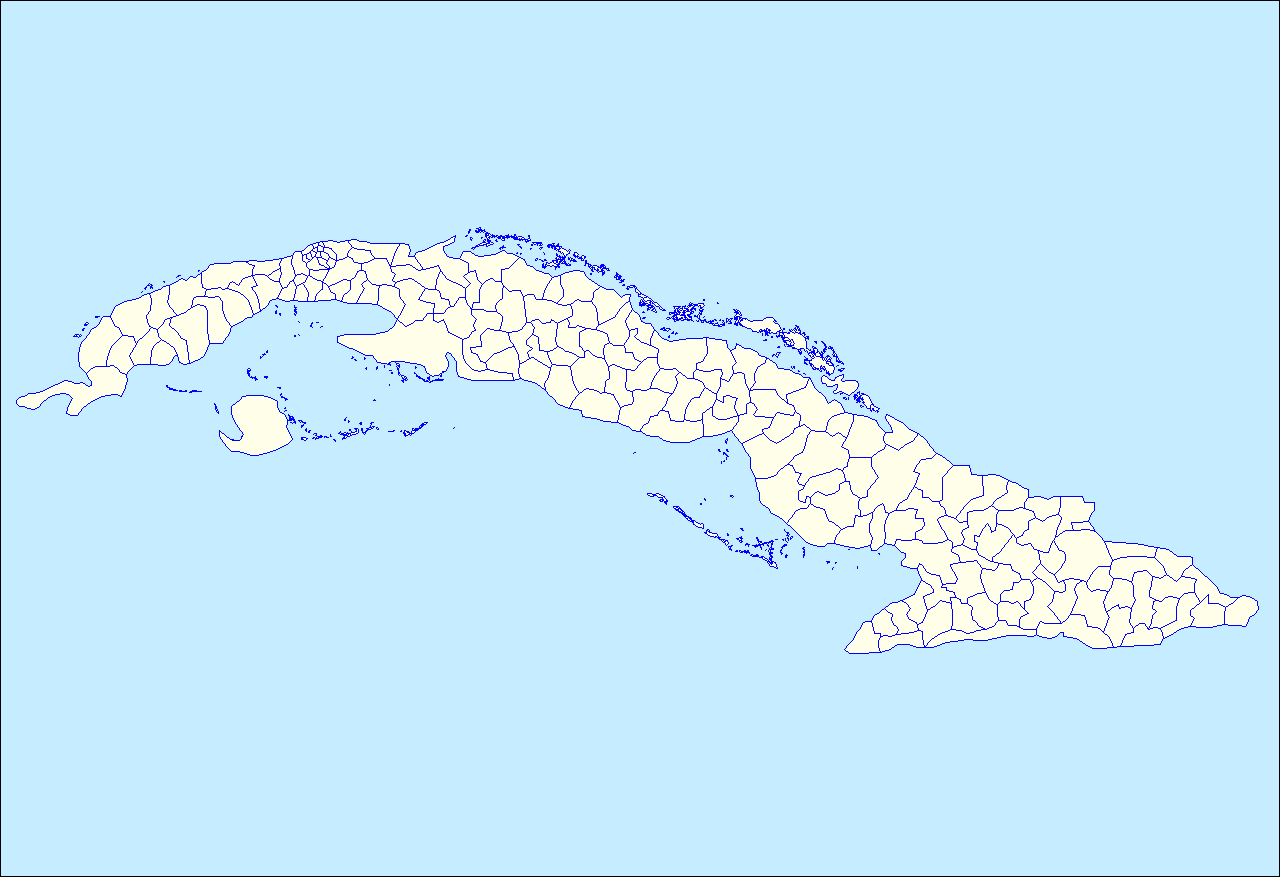
Mapa dos municípios de Cuba

Cuba está dividida em 168 municípios. Em agosto de 2010 a Assembleia Nacional de Cuba aprovou mudanças na organização territorial do país que consistiram em:
- A extinção da província de Havana, cujo território foi repartido entre duas novas províncias: Artemisa e Mayabeque, com onze municípios cada uma. Passaram à jurisdição da nova província de Artemisa os três municípios mais orientais da província de Pinar del Río: San Cristóbal, Candelária e Bahía Honda. As novas províncias foram instaladas em 1 de janeiro de 2011.
- Foi extinto o município de Varadero, na província de Matanzas.
- Foi ampliado o território do município de Manuel Tames na província de Guantánamo, com a aquisição das áreas montanhosas do município de Guantánamo e algumas áreas de Yateras.

Desta forma, Cuba passou a ser dividida em 15 províncias e 168 municípios.

## Municípios por província
A seguir são listados todos os municípios de Cuba agrupados por província. A lista começa com a província mais ocidental e termina com a província mais oriental.

### Pinar del Río
A província de Pinar del Río está subdividida em 11 municípios.
| Município           | População (2004) | Área (km²) | Coordenada geográfica        | Comentários        |
| ------------------- | ---------------- | ---------- | ---------------------------- | ------------------ |
| Consolación del Sur | 87500            | 1112       | 22° 30′ 00″ N, 83° 30′ 55″ O |                    |
| Guane               | 35893            | 717        | 22° 12′ 02″ N, 84° 05′ 01″ O |                    |
| La Palma            | 35426            | 621        | 22° 45′ 22″ N, 83° 33′ 12″ O |                    |
| Los Palacios        | 38950            | 786        | 22° 34′ 57″ N, 83° 14′ 56″ O |                    |
| Mantua              | 26065            | 915        | 22° 17′ 27″ N, 84° 17′ 14″ O |                    |
| Minas de Matahambre | 34419            | 858        | 22° 34′ 57″ N, 83° 56′ 57″ O |                    |
| Pinar del Río       | 190532           | 708        | 22° 25′ 33″ N, 83° 41′ 18″ O | Capital provincial |
| San Juan y Martínez | 45061            | 409        | 22° 16′ 00″ N, 83° 50′ 02″ O |                    |
| San Luis            | 34085            | 765        | 22° 16′ 59″ N, 83° 46′ 04″ O |                    |
| Sandino             | 39245            | 1718       | 22° 04′ 52″ N, 84° 13′ 18″ O |                    |
| Viñales             | 27129            | 704        | 22° 36′ 55″ N, 83° 42′ 57″ O |                    |

### Artemisa
A província de Artemisa está subdividida em 11 municípios.
| Município                | População (2004) | Área (km²) | Coordenada geográfica        | Comentários        |
| ------------------------ | ---------------- | ---------- | ---------------------------- | ------------------ |
| Alquizar                 | 29616            | 193        | 22° 48′ 24″ N, 82° 34′ 58″ O |                    |
| Artemisa                 | 81209            | 690        | 22° 48′ 49″ N, 82° 45′ 48″ O | Capital provincial |
| Bahía Honda              | 45968            | 784        | 22° 54′ 23″ N, 83° 09′ 49″ O |                    |
| Bauta                    | 45509            | 157        | 22° 59′ 31″ N, 82° 32′ 57″ O |                    |
| Caimito                  | 36813            | 238        | 22° 57′ 28″ N, 82° 35′ 47″ O |                    |
| Candelaria               | 19523            | 299        | 22° 44′ 40″ N, 82° 57′ 57″ O |                    |
| Guanajay                 | 28429            | 113        | 22° 55′ 50″ N, 82° 41′ 16″ O |                    |
| Güira de Melena          | 37838            | 178        | 22° 48′ 08″ N, 82° 30′ 17″ O |                    |
| Mariel                   | 42504            | 269        | 22° 59′ 38″ N, 82° 45′ 14″ O |                    |
| San Antonio de los Baños | 46300            | 127        | 22° 53′ 20″ N, 82° 29′ 55″ O |                    |
| San Cristóbal            | 70830            | 936        | 22° 43′ 01″ N, 83° 03′ 04″ O |                    |

### Cidade de Havana
A província da Cidade de Havana compreende o território da cidade de Havana e zonas suburbanas adjacentes. Está subdividida em 15 municípios.
| Município              | População (2004) | Área (km²) | Coordenada geográfica        | Comentários              |
| ---------------------- | ---------------- | ---------- | ---------------------------- | ------------------------ |
| Arroyo Naranjo         | 210053           | 83         | 23° 02′ 37″ N, 82° 19′ 58″ O |                          |
| Boyeros                | 188593           | 134        | 23° 00′ 26″ N, 82° 24′ 06″ O |                          |
| Centro Habana          | 158151           | 4          | 23° 08′ 00″ N, 82° 23′ 00″ O |                          |
| Cerro                  | 132351           | 10         | 23° 06′ 49″ N, 82° 21′ 48″ O |                          |
| Cotorro                | 74650            | 66         | 23° 01′ 34″ N, 82° 14′ 51″ O |                          |
| Diez de Octubre        | 227293           | 12         | 23° 05′ 17″ N, 82° 21′ 35″ O |                          |
| Guanabacoa             | 112964           | 127        | 23° 03′ 40″ N, 82° 17′ 23″ O |                          |
| La Habana del Este     | 178041           | 145        | 23° 09′ 25″ N, 82° 17′ 49″ O |                          |
| La Habana Vieja        | 95383            | 5          | 23° 08′ 20″ N, 82° 21′ 20″ O | Patrimônio da Humanidade |
| La Lisa                | 131148           | 38         | 23° 01′ 29″ N, 82° 27′ 47″ O |                          |
| Marianao               | 135551           | 21         | 23° 05′ 03″ N, 82° 25′ 47″ O |                          |
| Playa                  | 186959           | 36         | 23° 05′ 39″ N, 82° 26′ 56″ O |                          |
| Plaza de la Revolución | 161631           | 12         | 23° 07′ 28″ N, 82° 23′ 10″ O |                          |
| Regla                  | 44431            | 9          | 23° 07′ 32″ N, 82° 18′ 55″ O |                          |
| San Miguel del Padrón  | 159273           | 26         | 23° 05′ 47″ N, 82° 19′ 36″ O |                          |

### Mayabeque
A província de Mayabeque está subdividida em 11 municípios.
| Município             | População (2004) | Área (km²) | Coordenada geográfica        | Comentários        |
| --------------------- | ---------------- | ---------- | ---------------------------- | ------------------ |
| Batabanó              | 25664            | 187        | 22° 43′ 29″ N, 82° 17′ 23″ O |                    |
| Bejucal               | 25425            | 120        | 22° 55′ 58″ N, 82° 23′ 13″ O |                    |
| Güines                | 68951            | 445        | 22° 50′ 52″ N, 82° 01′ 25″ O |                    |
| Jaruco                | 25658            | 276        | 23° 02′ 34″ N, 82° 00′ 33″ O |                    |
| Madruga               | 30640            | 464        | 22° 54′ 59″ N, 81° 51′ 25″ O |                    |
| Melena del Sur        | 20445            | 227        | 22° 46′ 54″ N, 82° 08′ 54″ O |                    |
| Nueva Paz             | 24277            | 515        | 22° 45′ 48″ N, 81° 45′ 29″ O |                    |
| Quivicán              | 29253            | 283        | 22° 49′ 29″ N, 82° 21′ 21″ O |                    |
| San José de las Lajas | 69375            | 591        | 22° 58′ 05″ N, 82° 09′ 21″ O | Capital provincial |
| San Nicolás           | 21563            | 242        | 22° 46′ 55″ N, 81° 54′ 24″ O |                    |
| Santa Cruz del Norte  | 32576            | 376        | 23° 09′ 21″ N, 81° 55′ 35″ O |                    |

### Matanzas
A província de Matanzas está subdividida em 13 municípios.
| Município         | População (2004) | Área (km²) | Coordenada geográfica        | Comentários                                                  |
| ----------------- | ---------------- | ---------- | ---------------------------- | ------------------------------------------------------------ |
| Calimete          | 29736            | 958        | 22° 32′ 02″ N, 80° 54′ 35″ O |                                                              |
| Cárdenas          | 103087           | 566        | 23° 02′ 34″ N, 81° 12′ 13″ O | Anexou o território do extinto município de Varadero em 2010 |
| Ciénaga de Zapata | 8750             | 4320       | 22° 17′ 17″ N, 81° 11′ 51″ O | Playa Larga                                                  |
| Colón             | 71579            | 597        | 22° 43′ 21″ N, 80° 54′ 23″ O |                                                              |
| Jagüey Grande     | 57771            | 882        | 22° 31′ 46″ N, 81° 07′ 57″ O |                                                              |
| Jovellanos        | 58685            | 505        | 22° 48′ 38″ N, 81° 11′ 52″ O |                                                              |
| Limonar           | 25421            | 449        | 22° 57′ 22″ N, 81° 24′ 31″ O |                                                              |
| Los Arabos        | 25702            | 762        | 22° 44′ 24″ N, 80° 42′ 57″ O |                                                              |
| Martí             | 23475            | 1070       | 22° 57′ 09″ N, 80° 55′ 00″ O |                                                              |
| Matanzas          | 143706           | 317        | 23° 03′ 05″ N, 81° 34′ 30″ O | Capital provincial                                           |
| Pedro Betancourt  | 32218            | 388        | 22° 43′ 50″ N, 81° 17′ 27″ O |                                                              |
| Perico            | 31147            | 278        | 22° 46′ 31″ N, 81° 00′ 54″ O |                                                              |
| Unión de Reyes    | 40022            | 856        | 22° 48′ 02″ N, 81° 32′ 13″ O |                                                              |

### Cienfuegos
A província de Cienfuegos está subdividida em 8 municípios.
| Município           | População (2004) | Área (km²) | Coordenada geográfica        | Comentários        |
| ------------------- | ---------------- | ---------- | ---------------------------- | ------------------ |
| Abreus              | 30330            | 564        | 22° 16′ 50″ N, 80° 34′ 04″ O |                    |
| Aguada de Pasajeros | 31687            | 680        | 22° 23′ 05″ N, 80° 50′ 46″ O |                    |
| Cienfuegos          | 163824           | 333        | 22° 08′ 45″ N, 80° 26′ 11″ O | Capital provincial |
| Cruces              | 32139            | 198        | 22° 20′ 32″ N, 80° 16′ 34″ O |                    |
| Cumanayagua         | 51435            | 1099       | 22° 09′ 09″ N, 80° 12′ 04″ O |                    |
| Lajas               | 22602            | 430        | 22° 24′ 59″ N, 80° 17′ 26″ O |                    |
| Palmira             | 33153            | 318        | 22° 14′ 40″ N, 80° 23′ 39″ O |                    |
| Rodas               | 33477            | 552        | 22° 20′ 34″ N, 80° 33′ 19″ O |                    |

### Villa Clara
A província de Villa Clara está subdividida em 13 municípios.
| Município                | População (2004) | Área (km²) | Coordenada geográfica        | Comentários        |
| ------------------------ | ---------------- | ---------- | ---------------------------- | ------------------ |
| Caibarién                | 38064            | 212        | 22° 30′ 57″ N, 79° 28′ 20″ O |                    |
| Camajuaní                | 63544            | 614        | 22° 28′ 05″ N, 79° 43′ 25″ O |                    |
| Cifuentes                | 33391            | 512        | 22° 37′ 15″ N, 80° 03′ 57″ O |                    |
| Corralillo               | 27571            | 843        | 22° 59′ 09″ N, 80° 34′ 58″ O |                    |
| Encrucijada              | 33641            | 345        | 22° 37′ 02″ N, 79° 51′ 58″ O |                    |
| Manicaragua              | 73370            | 1063       | 22° 09′ 01″ N, 79° 58′ 34″ O |                    |
| Placetas                 | 71837            | 601        | 22° 18′ 58″ N, 79° 39′ 19″ O |                    |
| Quemado de Güines        | 22590            | 338        | 22° 47′ 24″ N, 80° 15′ 21″ O |                    |
| Ranchuelo                | 59062            | 556        | 22° 20′ 10″ N, 80° 06′ 46″ O |                    |
| San Juan de los Remedios | 46482            | 560        | 22° 29′ 32″ N, 79° 32′ 44″ O |                    |
| Sagua la Grande          | 56097            | 661        | 22° 48′ 32″ N, 80° 04′ 15″ O |                    |
| Santa Clara              | 237581           | 514        | 22° 24′ 20″ N, 79° 57′ 14″ O | Capital provincial |
| Santo Domingo            | 53840            | 883        | 22° 35′ 01″ N, 80° 14′ 18″ O |                    |

### Sancti Spíritus
A província de Sancti Spíritus está subdividida em 8 municípios.
| Município       | População (2004) | Área (km²) | Coordenada geográfica        | Comentários              |
| --------------- | ---------------- | ---------- | ---------------------------- | ------------------------ |
| Cabaiguán       | 67224            | 597        | 22° 05′ 02″ N, 79° 29′ 43″ O |                          |
| Fomento         | 33528            | 471        | 22° 06′ 19″ N, 79° 43′ 12″ O |                          |
| Jatibonico      | 42708            | 276        | 21° 56′ 47″ N, 79° 10′ 03″ O |                          |
| La Sierpe       | 16937            | 1035       | 21° 45′ 39″ N, 79° 14′ 36″ O |                          |
| Sancti Spíritus | 133843           | 1151       | 21° 56′ 03″ N, 79° 26′ 37″ O | Capital provincial       |
| Taguasco        | 36365            | 518        | 22° 00′ 19″ N, 79° 15′ 54″ O |                          |
| Trinidad        | 73466            | 1155       | 21° 48′ 16″ N, 79° 58′ 58″ O | Patrimônio da Humanidade |
| Yaguajay        | 58938            | 1032       | 22° 19′ 50″ N, 79° 14′ 13″ O |                          |

### Ciego de Ávila
A província de Ciego de Ávila está subdividida em 10 municípios.
| Município        | População (2004) | Área (km²) | Coordenada geográfica        | Comentários        |
| ---------------- | ---------------- | ---------- | ---------------------------- | ------------------ |
| Baraguá          | 32408            | 728        | 21° 40′ 56″ N, 78° 37′ 28″ O |                    |
| Bolivia          | 16612            | 918        | 22° 04′ 30″ N, 78° 21′ 01″ O |                    |
| Chambas          | 39868            | 769        | 22° 11′ 48″ N, 78° 54′ 47″ O |                    |
| Ciego de Ávila   | 135736           | 445        | 21° 50′ 53″ N, 78° 45′ 46″ O | Capital provincial |
| Ciro Redondo     | 29560            | 588        | 22° 01′ 08″ N, 78° 42′ 10″ O |                    |
| Florencia        | 19811            | 286        | 22° 08′ 51″ N, 78° 58′ 01″ O |                    |
| Majagua          | 26617            | 544        | 21° 55′ 28″ N, 78° 59′ 26″ O |                    |
| Morón            | 60612            | 615        | 22° 06′ 39″ N, 78° 37′ 40″ O |                    |
| Primero de Enero | 27813            | 713        | 21° 56′ 43″ N, 78° 25′ 08″ O |                    |
| Venezuela        | 27333            | 716        | 21° 45′ 04″ N, 78° 46′ 44″ O |                    |

### Camagüey
A província de Camagüey está subdividida em 13 municípios.
| Município             | População (2004) | Área (km²) | Coordenada geográfica        | Comentários        |
| --------------------- | ---------------- | ---------- | ---------------------------- | ------------------ |
| Camagüey              | 324921           | 1106       | 21° 23′ 02″ N, 77° 54′ 26″ O | Capital provincial |
| Carlos M. de Céspedes | 25707            | 653        | 21° 34′ 37″ N, 78° 16′ 39″ O |                    |
| Esmeralda             | 29953            | 1480       | 21° 51′ 22″ N, 78° 06′ 40″ O |                    |
| Florida               | 73612            | 1800       | 21° 31′ 46″ N, 78° 13′ 21″ O |                    |
| Guáimaro              | 57086            | 1847       | 21° 03′ 32″ N, 77° 20′ 52″ O |                    |
| Jimaguayú             | 21169            | 799        | 21° 16′ 00″ N, 77° 49′ 49″ O |                    |
| Minas                 | 38517            | 1015       | 21° 29′ 22″ N, 77° 36′ 17″ O |                    |
| Najasa                | 16470            | 921        | 21° 05′ 02″ N, 77° 44′ 49″ O |                    |
| Nuevitas              | 44882            | 415        | 21° 32′ 25″ N, 77° 15′ 52″ O |                    |
| Santa Cruz del Sur    | 51335            | 1122       | 20° 43′ 10″ N, 77° 59′ 27″ O |                    |
| Sibanicú              | 31117            | 736        | 21° 14′ 21″ N, 77° 31′ 15″ O |                    |
| Sierra de Cubitas     | 18589            | 549        | 21° 43′ 59″ N, 77° 46′ 14″ O |                    |
| Vertientes            | 53299            | 2005       | 21° 15′ 26″ N, 78° 08′ 56″ O |                    |

### Las Tunas
A província de Las Tunas está subdividida em 8 municípios.
| Município      | População (2004) | Área (km²) | Coordenada geográfica        | Comentários        |
| -------------- | ---------------- | ---------- | ---------------------------- | ------------------ |
| Amancio        | 41523            | 857        | 20° 49′ 11″ N, 77° 35′ 03″ O |                    |
| Colombia       | 32942            | 563        | 20° 59′ 27″ N, 77° 24′ 57″ O |                    |
| Jesús Menéndez | 51002            | 638        | 21° 09′ 49″ N, 76° 28′ 38″ O |                    |
| Jobabo         | 49403            | 884        | 20° 54′ 29″ N, 77° 16′ 59″ O |                    |
| Majibacoa      | 40264            | 621        | 20° 55′ 02″ N, 76° 52′ 34″ O | Calixto            |
| Manatí         | 33573            | 953        | 21° 18′ 53″ N, 76° 56′ 15″ O |                    |
| Puerto Padre   | 93705            | 1178       | 21° 11′ 43″ N, 76° 36′ 05″ O |                    |
| Las Tunas      | 187438           | 891        | 20° 57′ 36″ N, 76° 57′ 16″ O | Capital provincial |

### Holguín
A província de Holguín está subdividida em 14 municípios.
| Município       | População (2004) | Área (km²) | Coordenada geográfica        | Comentários        |
| --------------- | ---------------- | ---------- | ---------------------------- | ------------------ |
| Antilla         | 12222            | 100        | 20° 50′ 55″ N, 75° 45′ 09″ O |                    |
| Báguanos        | 52854            | 806        | 20° 45′ 47″ N, 76° 01′ 46″ O |                    |
| Banes           | 81274            | 781        | 20° 58′ 12″ N, 75° 42′ 41″ O |                    |
| Cacocum         | 42623            | 661        | 20° 44′ 38″ N, 76° 19′ 27″ O |                    |
| Calixto García  | 57867            | 617        | 20° 51′ 15″ N, 76° 36′ 07″ O | Buenaventura       |
| Cueto           | 34503            | 326        | 20° 38′ 54″ N, 75° 55′ 54″ O |                    |
| Frank País      | 25621            | 510        | 20° 39′ 53″ N, 75° 16′ 53″ O | Cayo Mambí         |
| Gibara          | 72810            | 630        | 21° 06′ 26″ N, 76° 08′ 12″ O |                    |
| Holguín         | 326740           | 666        | 20° 53′ 20″ N, 76° 15′ 26″ O | Capital provincial |
| Mayarí          | 105505           | 1307       | 20° 39′ 34″ N, 75° 40′ 40″ O |                    |
| Moa             | 71079            | 730        | 20° 38′ 24″ N, 74° 55′ 03″ O |                    |
| Rafael Freyre   | 50080            | 620        | 21° 01′ 42″ N, 75° 59′ 47″ O |                    |
| Sagua de Tánamo | 52013            | 704        | 20° 35′ 10″ N, 75° 14′ 30″ O |                    |
| Urbano Noris    | 43892            | 846        | 20° 36′ 05″ N, 76° 07′ 57″ O |                    |

### Granma
A província de Granma está subdividida em 13 municípios.
| Município      | População (2004) | Área (km²)                   | Coordenada geográfica        | Comentários        |
| -------------- | ---------------- | ---------------------------- | ---------------------------- | ------------------ |
| Bartolomé Masó | 53024            | 629                          | 20° 10′ 07″ N, 76° 56′ 33″ O |                    |
| Bayamo         | 222118           | 918                          | 20° 22′ 54″ N, 76° 38′ 33″ O | Capital provincial |
| Buey Arriba    | 31327            | 452                          | 20° 10′ 25″ N, 76° 44′ 57″ O |                    |
| Campechuela    | 46092            | 577                          | 20° 14′ 00″ N, 77° 16′ 44″ O |                    |
| Cauto Cristo   | 21159            | 550                          | 20° 33′ 44″ N, 76° 28′ 10″ O |                    |
| Guisa          | 50923            | 596                          | 20° 15′ 40″ N, 76° 32′ 17″ O |                    |
| Jiguaní        | 60320            | 646                          | 20° 22′ 24″ N, 76° 25′ 20″ O |                    |
| Manzanillo     | 130789           | 498                          | 20° 20′ 23″ N, 77° 06′ 31″ O |                    |
| Media Luna     | 35330            | 376                          | 20° 08′ 40″ N, 77° 26′ 10″ O |                    |
| Niquero        | 41252            | 582                          | 20° 02′ 50″ N, 77° 34′ 41″ O |                    |
| Pilón          | 29751            | 462                          | 19° 54′ 20″ N, 77° 19′ 15″ O |                    |
| Río Cauto      | 47833            | 1500                         | 20° 33′ 50″ N, 76° 55′ 02″ O |                    |
| \| 59415       | 576              | 20° 16′ 37″ N, 76° 56′ 49″ O |                              |                    |

### Santiago de Cuba
A província de Santiago de Cuba está subdividida em 9 municípios.
| Município        | População (2004) | Área (km²) | Coordenada geográfica        | Comentários        |
| ---------------- | ---------------- | ---------- | ---------------------------- | ------------------ |
| Contramaestre    | 101832           | 610.3      | 20° 18′ 00″ N, 76° 15′ 02″ O |                    |
| Guamá            | 35516            | 964.6      | 19° 57′ 13″ N, 76° 44′ 58″ O | Chivirico          |
| Mella            | 33667            | 335.2      | 20° 22′ 10″ N, 75° 54′ 39″ O |                    |
| Palma Soriano    | 124585           | 845.8      | 20° 12′ 51″ N, 75° 59′ 30″ O |                    |
| San Luis         | 88496            | 498        | 20° 11′ 17″ N, 75° 50′ 55″ O |                    |
| Santiago de Cuba | 472255           | 1023.8     | 20° 02′ 25″ N, 75° 48′ 53″ O | Capital provincial |
| Segundo Frente   | 40885            | 540        | 20° 24′ 43″ N, 75° 31′ 43″ O | Mayarí Arriba      |
| Songo - La Maya  | 100287           | 721        | 20° 10′ 24″ N, 75° 38′ 46″ O | La Maya            |
| Tercer Frente    | 30457            | 364        | 20° 10′ 19″ N, 76° 19′ 38″ O | Cruce de los Baños |

### Guantánamo
A província de Guantánamo está subdividida em 10 municípios.
| Município           | População (2004) | Área (km²) | Coordenada geográfica        | Comentários                            |
| ------------------- | ---------------- | ---------- | ---------------------------- | -------------------------------------- |
| Baracoa             | 81794            | 977        | 20° 21′ 02″ N, 74° 30′ 37″ O |                                        |
| Caimanera           | 10562            | 366        | 19° 59′ 42″ N, 75° 09′ 35″ O |                                        |
| El Salvador         | 45662            | 637        | 20° 12′ 35″ N, 75° 13′ 22″ O |                                        |
| Guantánamo          | 216 868          | 268        | 20° 08′ 13″ N, 75° 12′ 50″ O | Capital provincial                     |
| Imías               | 20959            | 524        | 20° 04′ 37″ N, 74° 39′ 06″ O |                                        |
| Maisí               | 28276            | 525        | 20° 14′ 36″ N, 74° 09′ 21″ O | La Máquina                             |
| Manuel Tames        | 41 671           | 1025       | 20° 10′ 50″ N, 75° 03′ 05″ O | Cabecera transferida a Jamaica en 2010 |
| Niceto Pérez        | 17783            | 640        | 20° 07′ 40″ N, 75° 20′ 31″ O | La Yaya                                |
| San Antonio del Sur | 26509            | 585        | 20° 03′ 25″ N, 74° 48′ 28″ O |                                        |
| Yateras             | 20045            | 636        | 20° 21′ 01″ N, 74° 55′ 27″ O | Palenque                               |

## Ilha da Juventude
A Ilha da Juventude é um município especial que não está sob jurisdição de nenhuma província. Sua capital municipal é a cidade de Nueva Gerona.